# Comuna Miroși, Argeș
Miroși este o comună în județul Argeș, Muntenia, România, formată din satele Miroși (reședința) și Surdulești.

## Așezare
Comuna se află în extremitatea sudică a județului, la limita cu județul Teleorman, pe malurile râului Burdea, în câmpia Găvanu-Burdea. Este străbătută de șoseaua națională DN65A, care leagă Piteștiul de Roșiorii de Vede. Prin comună trece și calea ferată Roșiori Nord-Costești, pe care este deservită de stația Miroși și halta de călători Surdulești.

## Demografie
Componența etnică a comunei Miroși
     Români (95,43%)
     Alte etnii (0%)
     Necunoscută (4,57%)
Componența confesională a comunei Miroși
     Ortodocși (94,97%)
     Alte religii (0,1%)
     Necunoscută (4,93%)
Conform recensământului efectuat în 2021, populația comunei Miroși se ridică la 1.949 de locuitori, în scădere față de recensământul anterior din 2011, când fuseseră înregistrați 2.544 de locuitori. Majoritatea locuitorilor sunt români (95,43%), iar pentru 4,57% nu se cunoaște apartenența etnică. Din punct de vedere confesional, majoritatea locuitorilor sunt ortodocși (94,97%), iar pentru 4,93% nu se cunoaște apartenența confesională.

## Politică și administrație
Comuna Miroși este administrată de un primar și un consiliu local compus din 11 consilieri. Primarul, Marin Niță[*], de la Partidul Social Democrat, este în funcție din 2004. Începând cu alegerile locale din 2024, consiliul local are următoarea componență pe partide politice:
|  | Partid                          | Consilieri | Componența Consiliului | Componența Consiliului | Componența Consiliului | Componența Consiliului | Componența Consiliului | Componența Consiliului | Componența Consiliului | Componența Consiliului |
|  | ------------------------------- | ---------- | ---------------------- | ---------------------- | ---------------------- | ---------------------- | ---------------------- | ---------------------- | ---------------------- | ---------------------- |
|  | Partidul Social Democrat        | 8          |                        |                        |                        |                        |                        |                        |                        |                        |
|  | Alianța pentru Unirea Românilor | 1          |                        |                        |                        |                        |                        |                        |                        |                        |
|  | Partidul Național Liberal       | 1          |                        |                        |                        |                        |                        |                        |                        |                        |
|  | Alianța Dreapta Unită           | 1          |                        |                        |                        |                        |                        |                        |                        |                        |

## Istorie
La sfârșitul secolului al XIX-lea, comuna făcea parte din plasa Teleorman a județului Teleorman și era formată doar din satul de reședință, cu 1026 de locuitori. În comună existau două biserici și o școală cu 27 de elevi. La acea vreme, pe teritoriul actual al comunei mai funcționa în aceeași plasă și comuna Surdulești, formată din satele Afumați și Surdulești, având 634 de locuitori în total; existau și aici o școală mixtă și o biserică. Anuarul Socec consemnează desființarea comunei Surdulești și trecerea satului Surdulești la comuna Miroși, care avea 2570 de locuitori și făcea parte din plasa Tecuci-Kalinderu a aceluiași județ.
În 1950, comuna Miroși a fost transferată raionului Costești din regiunea Argeș. În 1968, a trecut la județul Argeș.

## Monumente istorice
În comuna Miroși se află situl arheologic de interes național de la „Valea Bălăcelului”, la 6 km sud-vest de satul Surdulești, unde s-au găsit vestigii medievale din secolele al X-lea–al XI-lea.
În rest, singurul obiectiv din comună inclus în lista monumentelor istorice din județul Argeș ca monument de interes local este biserica cu hramurile „Sfântul Nicolae” și „Sfinții Constantin și Elena” (1908) din satul Miroși.
Un alt edificiu aparținând patrimoniului cultural al comunei este Conacul Macca.

## Personalități
- Neluță Neagu (1962 - 2024), interpret de muzică lăutărească;
- Marius Diță (n. 1975), fotbalist.